# Prieuré hospitalier de Saint-Jean de Latran
Le prieuré hospitalier de Saint-Jean de Latran est un prieuré hospitalier, ancien établissement des Hospitaliers de l’ordre de Saint-Jean de Jérusalem au clos Bruneau à Paris à l’emplacement de l’actuelle rue de Latran dont les bâtiments ont été détruits au milieu du XIXe siècle dans des opérations d’urbanisme.
Jean de la Caille, dans Description de la ville et des faubourgs de Paris indique deux entrées de la commanderie : l’une sur les terres de Cambray, l’autre rue Saint-Jean-de-Beauvais.

## Le nom
La « maison de L'Hospital » est le premier nom que l'on trouve dans les documents les plus anciens puis au XIVe siècle elle est désignée sous le nom de « maison de L'Hospital ancien » pour faire la différence avec le nouveau siège des prieurs de France qui vient de s'établir à la maison du Temple. Nous ne connaissons la raison qui la fit appeler la « commanderie » ou le « prieuré de Saint-Jean de Latran ». Enfin, elle prit le nom de « bailliage de Morée » car elle était l’apanage du bailli de la Morée.

## Les origines
L'époque de la création de la maison de L'Hospital n'est pas véritablement connue, elle s’est établie avant 1130 sur le côté nord de ce qui est aujourd'hui la rue Saint-Jean-de-Latran. Le plus vieux document qui la mentionne date de 1171, c'est une charte de Maurice, évêque de Paris, par laquelle Philippe et Mathieu de Villa Escoblen, son frère, ont vendu aux Hospitaliers Jocelin et Gérard, procureurs de la maison de L'Hospital, la terre, les hommes et la justice seigneuriale à Bièvre pour un cens annuel de deux sols et 40 livres payées en une fois,.
En 1175, par acte de donation, Robert d'Arpenty, cède à frère Gérard de L'Hospital, gardien et économe, des terres à La Norville. En 1176, frère Gautier, précepteur, accepte une rente de 50 sols parisis donnée par Étienne de Meudon au moment de son départ en Terre sainte,. En 1189, Le frère Garnier de Naples, prieur de France et d'Angleterre, donne à cens une maison sise au-delà du Grand-Pont moyennant une rente de sept livres par an à Guillaume et Mesendre de Bagneux, sa femme.
Garnier de Naples avait deux représentants pour les affaires de l'Ordre, frère Jacques et frère Anselme,. En 1191, Guillaume des Barres accorde à frère Anselme, devenu prieur, une terre avec une grange dans la censive de Notre-Dame-des-Champs,.

## L'enclos
L’enclos qui entourait les bâtiments conventuels, place de Cambrai, les rues Saint-Jacques, des Noyers et de Saint-Jean-de Beauvais, formait une petite paroisse comprenant des maisons louées à des artisans qui exerçaient leur activité en franchise des règles des corporations, parmi lesquels plusieurs imprimeurs. Il avait pour dimension 2 096 toises avec 135 toises pour l'église, 45 toises pour le cimetière, 28 toises pour le cloître, 166 toises pour la maison du commandeur, sa cour et son jardin, 1 048 toises pour les maisons de l'enclos et 676 toises pour les cours, places et rues.
À la fin du XVIIIe jusqu’au milieu du XIXe siècles, l’endroit était occupé par des mendiants habitant « des bouges sordides ». Un rapport de police, daté du 26 février 1849, cité par Maxime Du Camp, décrivait : « L’enclos Saint-Jean-de-Latran renferme une population de mendiants qui lui donne un cachet rappelant les anciennes cour des Miracles ».
La commanderie comprenait une tour édifiée au XIIe siècle et au XIIIe siècle à l’angle d’une église du XIIe siècle dédiée à saint Jean-Baptiste dont l’abside aurait été refaite au XVIe siècle qui était l'église paroissiale des habitants de l'enclos, une demeure pour les frères de l'Ordre et la maison du commandeur.
L'église est ainsi décrite dans un procès-verbal de visite pour l'année 1493 : ce n'était  qu'« une grande chappelle fondée de Sainct-Jehan, chargée de couvent de quatre frères chappelains qui tous les jours disent matines, basse messe et grant messe, vesprez, complis, et aux festes solemnelles toutes les heures. Ladicte chappelle estoit bien honnestement desservie, bien réparée tant de ediffices comme de verrines et d'ornemens, tres bien garnie de calices, de croix et de plusieurs reliquaires enchassez en argent tant doré que blanc. »
Le commandeur Lesbahy avait trouvé, à son entrée en fonctions, la maison du commandeur et le couvent en très mauvais état. Il avait « bien rediffié et réparé et faict tout de neuf ung corps de maison à quatre bonnes chambres, et arrière-chambres, deux salles, une haulte et une basse cuisine, et aultres choses nécessaires pour une bonne maison, et icelle bien meublée de toutes utencilles tant de chambres comme de cuisines. »
Après les guerres du XVe siècle, lors de la visite de 1495, les revenus de la commanderie de Saint-Jean de Latran n'étaient que de 449 livres et les dépenses étaient de 895 livres. En 1583, les revenus étaient de 3 600 livres et en 1633 de 11 000 Livres mais après le partage entre les commanderies de Lourcines et celui de la Tombe-Issoire, ils ne font plus que 8 000 Livres. En 1757, ils sont redevenus à 38 000 livres et 60 000 livres en 1786.

## Terriers et possessions
Au XIIIe siècle, les Hospitaliers de l'ordre de Saint-Jean de Jérusalem possédait l'abbaye de Saint-Denis par l'intermédiaire de la seigneurie d'Aubervilliers. Un acte datant de 1317, montre que le prieur de France et l'abbé de Saint-Denis, font le partage de leurs droits seigneuriaux,. Le baillie de la Morée cède en 1689, cette part de seigneurie à M. de Montholon, conseiller au grand-conseil du roi, contre une rente annuelle de 75 livres, rente qui continuait à être servie encore en 1789.
Outre ce domaine dans le quartier latin, le prieuré possédait également un vaste territoire située au sud de Paris qui, à la veille de la Révolution, était délimité à l'est par la Bièvre, au nord par ce qui est devenu le boulevard de Port-Royal et la rue des Lyonnais, à l'ouest le boulevard Saint-Michel et l'avenue Jean-Moulin,. En 1191, la commanderie élève un hospice destiné aux pèlerins qui empruntent le chemin de Compostelle à l’angle des rues actuelles de la Tombe-Issoire et Dareau.
Le commandeur, le prieur ou le bailli y exerçait son droit de justice.

La commanderie sur plans anciens
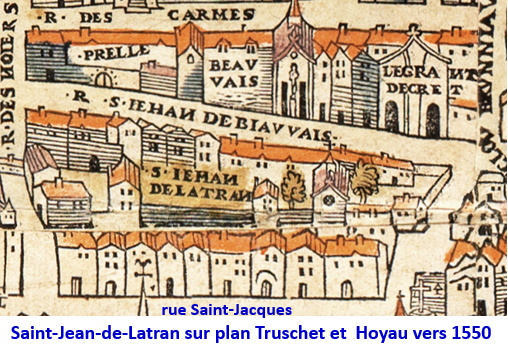
Saint-Jean de Latran sur plan Truschet vers 1550.
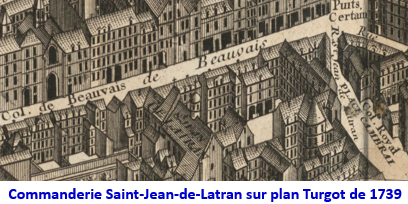
Saint-Jean de Latran sur plan Turgot de 1739.
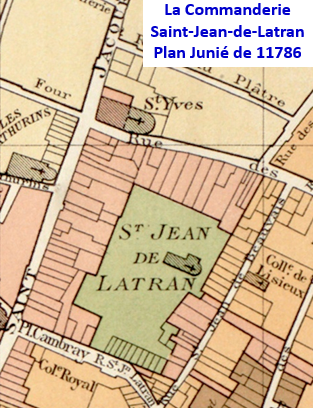
Saint-Jean de Latran sur plan Junié de 1786.

L'Ordre possédait en outre des commanderies dans plusieurs localités de la région de Paris, les commanderies de Saclay, Les Loges, Marcoussis et Le Déluge, mais aussi Chauffour, Cuiry, Bagneux, Issy, Romainville, Fontenay et La Norville. Les deux fiefs les plus importants étaient aux environs de l’actuel boulevard de Port-Royal le « fief de Lourcines » et, entre l’actuelle rue de la Tombe-Issoire et l’actuelle avenue du Général-Leclerc, « fief de la Tombe-Issoire ».

## La disparition

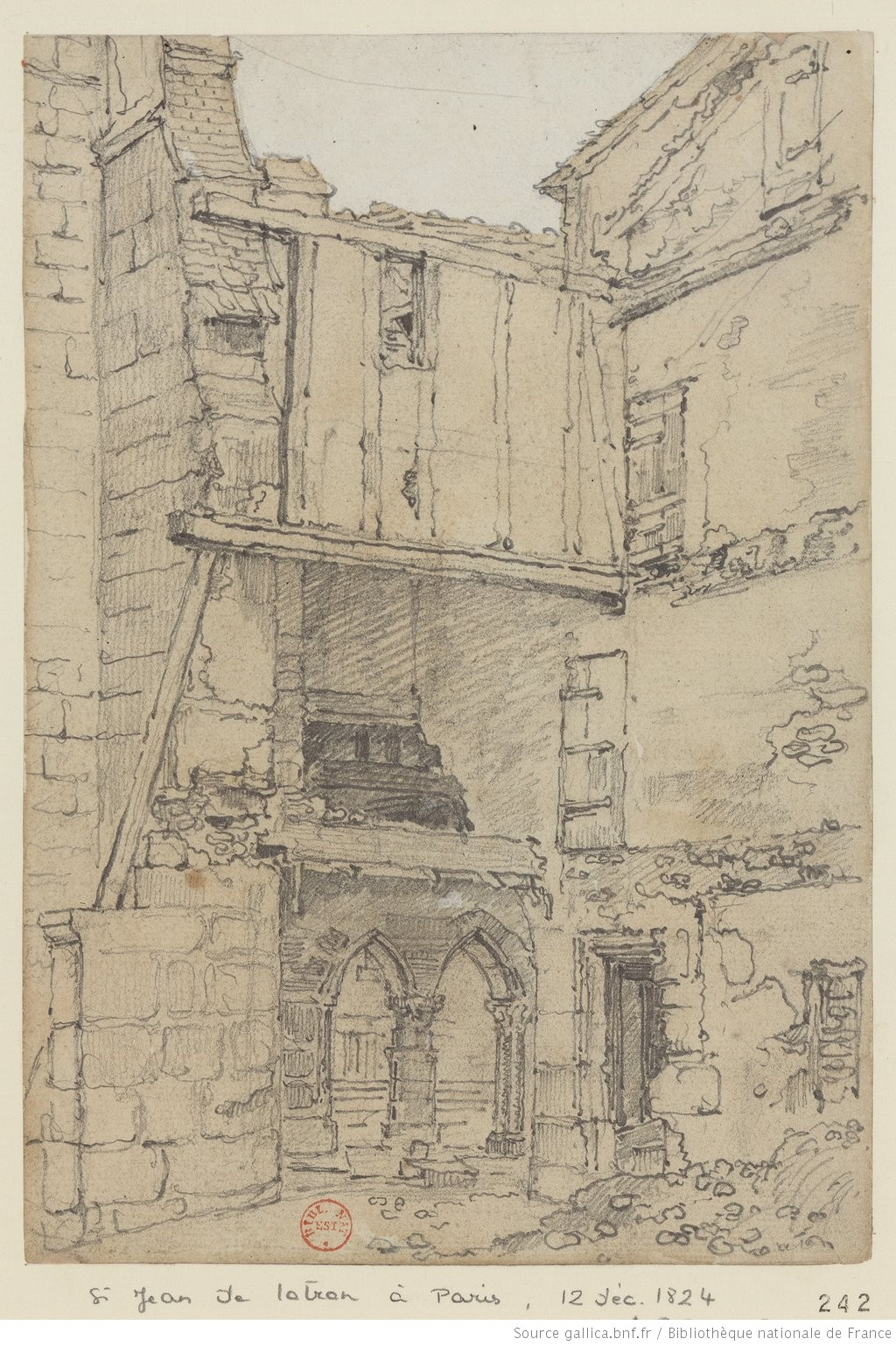
vestiges de la commanderie en 1824.

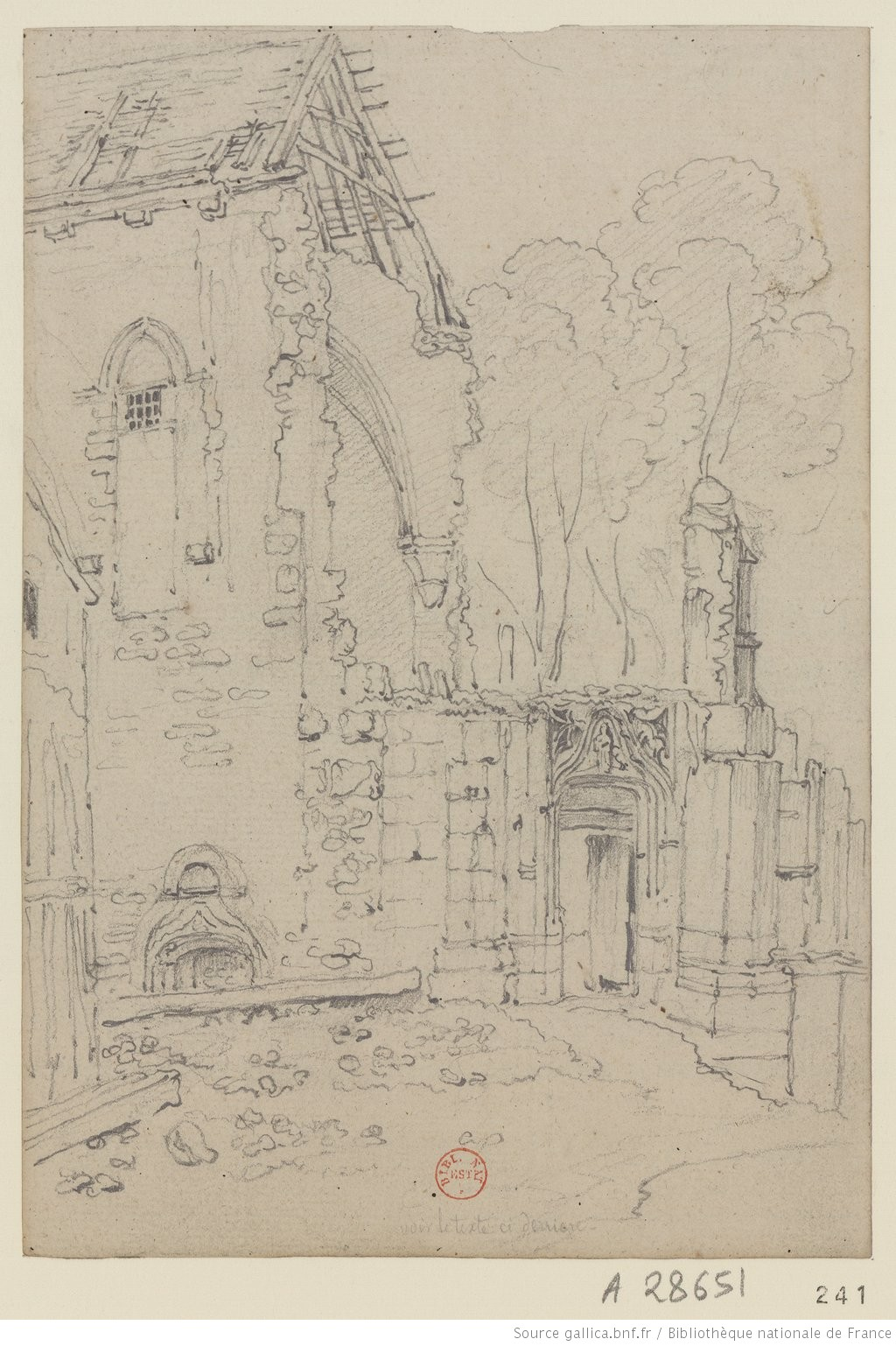
l'église.

L’Ordre fut chassé à la Révolution et les biens des Hospitaliers furent confisqués. Les bâtiments vendus comme biens nationaux en 1792 furent loués par les acquéreurs. La tour servit entre 1796 et 1798 à Xavier Bichat pour ses leçons d’anatomie.
L’église fut partiellement détruite en 1823, la grange aux Dîmes qui était située à l’emplacement de la pelouse de la place Marcellin-Berthelot disparut dans les années 1830. Une grande partie des bâtiments de l’enclos de l’ancienne commanderie subsistait en 1850. Ces constructions furent rasées au cours des années suivantes. La tour fut abattue en 1854 pour le percement de la rue des écoles. La  création des  rues Thénard et de Latran entraîna la destruction en 1860 de la chapelle Notre-Dame de Bonne Nouvelle, en 1864 celle des derniers vestiges de l’église.
Le mausolée de Jacques de Souvré sculpté par François Anguier est conservé au Louvre et des fragments de la tour sont déposés au musée de Cluny.

## Les commandeurs, prieurs et baillis de Morée hospitaliers
Liste des commandeurs dressée par Mannier.
| Prieur                                         | Date |
| ---------------------------------------------- | ---- |
| Frères Jocelin et Gérard                       | 1174 |
| Frère Jean                                     | 1172 |
| Frère Gérard                                   | 1175 |
| Frère Guillaume                                | 1176 |
| Frère Bérard                                   | 1192 |
| Frères Isambard, Emery et Harduin              | 1194 |
| Frère Geoffroy                                 | 1212 |
| Frère Henri de Pesmes                          | 1230 |
| Frère Guillaume de Moret                       | 1257 |
| Frère Jehan de Chaumes                         | 1260 |
| Frère Nicolas de Hiscan                        | 1272 |
| Frère Jehan Pilon                              | 1299 |
| Chevalier Henri de Neufchâtel                  | 1323 |
| Chevalier Pierre de la Caucherie               | 1344 |
| Frère François Mouton                          | 1355 |
| Chevalier Nicole de Thionville                 | 1356 |
| Chevalier Pierre de Provins                    | 1376 |
| Chevalier Henri de Bye                         | 1412 |
| Chevalier Gueroult de Boissel                  | 1424 |
| Chevalier Jehan de Goudeville                  | 1446 |
| Chevalier Renaut Gorre                         | 1450 |
| Chevalier Nicole Lesbahy                       | 1469 |
| Chevalier Charles des Ursins                   | 1506 |
| Chevalier Guillaume Guynon                     | 1522 |
| Prieur François de Lorraine                    | 1549 |
| Prieur Pierre de la Fontaine                   | 1550 |
| Chevalier Guillaume de la Fontaine             | 1567 |
| Prieur Henri d’Angoulême                       | 1569 |
| Chevalier Philibert Lullier                    | 1577 |
| Prieur Bertrand Pelloquin                      | 1597 |
| Prieur Georges de Regnier-Guerchy              | 1603 |
| Prieur Alexandre de Vandosme                   | 1620 |
| Prieur Guillaume de Meaux, bois-Boudran        | 1630 |
| Prieur Amador de La Porte                      | 1639 |
| Chevalier Jacques de Souvré                    | 1646 |
| Bailli d'Elbene                                | 1676 |
| Bailli Charles de Savonnière de la Bretesche   | 1693 |
| Bailli Louis Feydeau de Vaugien                | 1717 |
| Bailli Henri Perot                             | 1726 |
| Bailli François de la Roche-Brochard           | 1735 |
| Bailli Guillaume de Bernard Davernes du Bocage | 1750 |
| Bailli Guillaume George de Gouffler de Toix    | 1756 |
| Bailli Constantin Louis d'Estournelles         | 1762 |
| Bailli Hervé Lefebvre du Quesnoy               | 1773 |
| Bailli de Sahure                               | 1777 |
| Bailli Antoine-Denis d'Alsace d'Hennin-Liétard | 1779 |
| Bailli Nicolas-Pierre des Noes                 | 1794 |

## Sources
- Eugène Mannier, Les commanderies du grand prieuré de France d'après les documents inédits conservés aux archives nationales à Paris, Paris, 1872 (lire en ligne)
- Alexandre Gady, La Montagne Sainte-Geneviève et le Quartier Latin, Hoëbeke, 1998,  (ISBN 9782842300678)
- Bernard Rouleau, Villages et faubourgs de l’ancien Paris Histoire d'un espace urbain., Seuil, Paris, décembre 1985 cité in « Censives et seigneuries à Paris fin du XVIIIe siècle », in Michel Huard, Atlas historique de Paris, Persée, Lyon, décembre 2019  (ISBN 978-2823128918)